# Liste der Biografien/Stud
Liste der Biografien |
Portal Biografien |
Personensuche
# |
A |
B |
C |
D |
E |
F |
G |
H |
I |
J |
K |
L |
M |
N |
O |
P |
Q |
R |
S |
T |
U |
V |
W |
X |
Y |
Z |
?
 
Sa |
Sb |
Sc |
Sd |
Se |
Sf |
Sg |
Sh |
Si |
Sj |
Sk |
Sl |
Sm |
Sn |
So |
Sp |
Sq |
Sr |
Ss |
St |
Su |
Sv |
Sw |
Sy |
Sz
 
Sta |
Ste |
Sth |
Sti |
Stj |
Stl |
Sto |
Str |
Sts |
Stt |
Stu |
Stv |
Stw |
Sty
 
Stua |
Stub |
Stuc |
Stud |
Stue |
Stuf |
Stug |
Stuh |
Stui |
Stuj |
Stuk |
Stul |
Stum |
Stun |
Stup |
Stur |
Stus |
Stut |
Stuu |
Stuv |
Stuw |
Stux |
Stuy
Die Liste der Biografien führt alle Personen auf, die in der deutschsprachigen Wikipedia einen Artikel haben. Dieses ist eine Teilliste mit 154 Einträgen von Personen, deren Namen mit den Buchstaben „Stud“ beginnt.

## Stud
- Stud, Mike (* 1988), US-amerikanischer Rapper

### Studa
- Studach, Eugen (1907–1995), Schweizer Ruderer
- Studach, Jakob Laurenz (1796–1873), Schweizer Bischof in Schweden, Apostolischer Vikar
- Studach, Martin (1944–2007), Schweizer Ruderer

### Studd
- Studd, Big John (1948–1995), US-amerikanischer WrestlerBig John Studd (1948–1995)

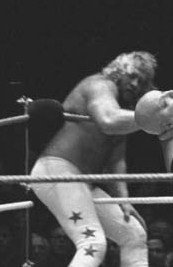
Big John Studd (1948–1995)

- Studd, Charles T. (1860–1931), englischer Cricketspieler, evangelischer Missionar und Gründer der evangelikalen Missionsgesellschaft Weltweiter Evangelisationskreuzzug WEK
- Studd, George (1859–1945), englischer Cricketspieler
- Studd, Ian (* 1943), neuseeländischer Mittel- und Langstreckenläufer
- Studdard, Ruben (* 1978), US-amerikanischer R&B-Sänger
- Studders, Herbert (* 1894), deutscher Wirtschaftsfunktionär und Arbeitspädagoge
- Studds, Gerry (1937–2006), US-amerikanischer Politiker (Demokraten)

### Stude
- Stude, Fritz (1914–2006), deutscher Diplomat
- Stude, Juliane (* 1978), deutsche Germanistin
- Stude, Justus († 1570), deutscher Jurist, Kanzler und Hochschullehrer
- Studebaker, John (1799–1877), US-amerikanischer Schmied, Stellmacher und Unternehmer
- Studebaker-Hall, Sara (* 1984), US-amerikanische Biathletin und Skilangläuferin
- Stüdeli, Almiro (* 2002), Schweizer Unihockeyspieler
- Studeman, William O. (* 1940), US-amerikanischer Marineoffizier und Geheimdienstler
- Stüdemann, Albert, deutscher Hockeyspieler
- Stüdemann, Dietmar (1941–2022), deutscher Diplomat, Jurist und Ökonom
- Stüdemann, Hagen (* 1972), deutscher Jazz-Gitarrist, Improvisationsmusiker, Komponist, Kontrabassist und Grafiker
- Studemund, Wilhelm (1843–1889), deutscher Klassischer Philologe
- Studemund-Halévy, Michael (* 1948), deutscher Sprachwissenschaftler, Autor und Übersetzer
- Studen-Kirchner, Aleksander (* 1981), slowenisch-deutscher Schauspieler, Regisseur, Autor, Übersetzer und Spieleentwickler
- Studener, Hans (1919–2002), deutscher Fußballspieler und -trainer
- Studenezki, Michail Wladimirowitsch (1934–2021), sowjetischer Basketballspieler
- Studenič, Marián (* 1998), slowakischer Eishockeyspieler
- Studeníková, Katarína (* 1972), slowakische Tennisspielerin
- Studenroth, Arthur (1899–1992), US-amerikanischer Crossläufer
- Student, Christoph (* 1942), deutscher Psychiater, Palliativmediziner und Psychotherapeut
- Student, Kurt (1890–1978), deutscher Generaloberst der Luftwaffe im Zweiten Weltkrieg und ranghöchster Offizier der Fallschirmtruppe der WehrmachtKurt Student (1890–1978)

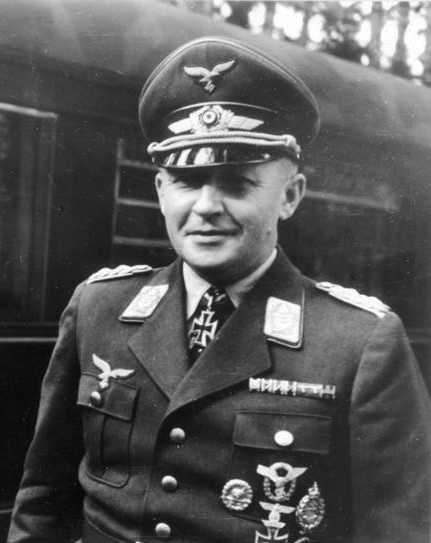
Kurt Student (1890–1978)

- Student, Thomas (1897–1976), deutscher Fußballspieler
- Studentkowski, Heinrich (1938–2000), deutscher Politiker (SPD), MdL
- Studentkowski, Susi (* 1995), deutsche Schauspielerin und Sängerin
- Studentkowski, Werner (1903–1951), deutscher Politiker (NSDAP), MdR
- Studeny, Herma (1886–1973), deutsche Geigerin, Geigenpädagogin und Komponistin
- Studer, Alfredo (* 1963), Schweizer Gleitschirmpilot
- Studer, André M. (1926–2007), Schweizer Architekt und Schriftsteller
- Studer, Andreas C. (* 1966), Schweizer Fernsehkoch und Autor
- Studer, Anita (* 1944), Schweizer Ornithologin, Naturschützerin und Ökologin
- Studer, Armin (* 1942), Schweizer neuapostolischer Geistlicher
- Studer, Basil (1925–2008), Schweizer Patristiker
- Studer, Bernhard (1794–1887), Schweizer Geologe, Mineraloge und Hochschullehrer
- Studer, Bernhard (1832–1868), Schweizer Landschaftsmaler
- Studer, Brigitte (* 1955), Schweizer Historikerin
- Studer, Cheryl (* 1955), US-amerikanische Opernsängerin (Sopran)
- Studer, Christian (1458–1531), Schweizer Bürgermeister
- Studer, Daniel (* 1955), Schweizer Kunsthistoriker und Museumsleiter
- Studer, Daniel (* 1961), Schweizer Kontrabassist
- Studer, Eduard (1919–1992), Schweizer Germanist und Hochschullehrer
- Studer, Emil (* 1914), Schweizer Turner
- Studer, Emil Kaspar (1844–1927), Schweizer Architekt
- Studer, Ernst (1931–2001), Schweizer Architekt
- Studer, Frédéric (1926–2005), Schweizer Maler, Zeichner und Karikaturist
- Studer, Fredy (1948–2022), Schweizer Jazzmusiker
- Studer, Fritz (1873–1945), Schweizer Politiker und Jurist
- Studer, Gottlieb Ludwig (1801–1889), Schweizer Theologe
- Studer, Gottlieb Samuel (1804–1890), Schweizer Bergsteiger
- Studer, Hanns (1920–2018), Schweizer Maler, Holzschneider, Illustrator und Glasmaler
- Studer, Hans (1875–1957), Schweizer Ingenieur
- Studer, Hans (1911–1984), Schweizer Komponist, Chorleiter und Organist
- Studer, Harold (1942–2000), Schweizer Kartograf, Grafiker und Kunstmaler
- Studer, Heiner (* 1949), Schweizer Politiker
- Studer, Heinrich (1815–1890), Schweizer Unternehmer, Bankmanager und Politiker
- Studer, Heinrich (1889–1961), Schweizer Verleger
- Studer, Heinrich (1900–1964), deutscher Parteifunktionär (KPD) und Widerstandskämpfer
- Studer, Jacob (1574–1622), Schweizer Bibliophiler und Bibliothekar
- Studer, Jakob Friedrich (1817–1879), Schweizer Architekt
- Studer, Jean (1914–2009), Schweizer Weitspringer und Sprinter
- Studer, Jean (* 1957), Schweizer Politiker (SP)
- Studer, Johann Rudolf (1700–1769), Schweizer Maler
- Studer, Jürg (* 1966), Schweizer Fussballspieler
- Studer, Lilian (* 1977), Schweizer Politikerin
- Studer, Lukas, Schweizer Unihockeytrainer
- Studer, Lukas (* 1977), Schweizer Sportreporter und TV-Moderator
- Studer, Margareta, Angeklagte in Waldenserprozessen
- Studer, Max (1865–1947), Schweizer Jurist und Politiker
- Studer, Max (* 1996), Schweizer Triathlet
- Studer, Michael (1940–2024), Schweizer Pianist
- Studer, Noël (* 1996), Schweizer Schachspieler
- Studer, Norman (1902–1978), US-amerikanischer Pädagoge und Folklorist
- Studer, Otto (1894–1989), Schweizer Musikpädagoge und Freiwirtschafter
- Studer, Paul (1879–1927), Schweizer Romanist
- Studer, Peter (1935–2023), Schweizer Jurist, Journalist und Publizist
- Studer, Robert (* 1912), Schweizer Feldhandballspieler
- Studer, Rudi (* 1951), deutscher Informatiker und Hochschullehrer
- Studer, Samuel (1757–1834), Schweizer Theologe und Naturforscher
- Studer, Sandra (* 1969), Schweizer Sängerin und FernsehmoderatorinSandra Studer (* 1969)

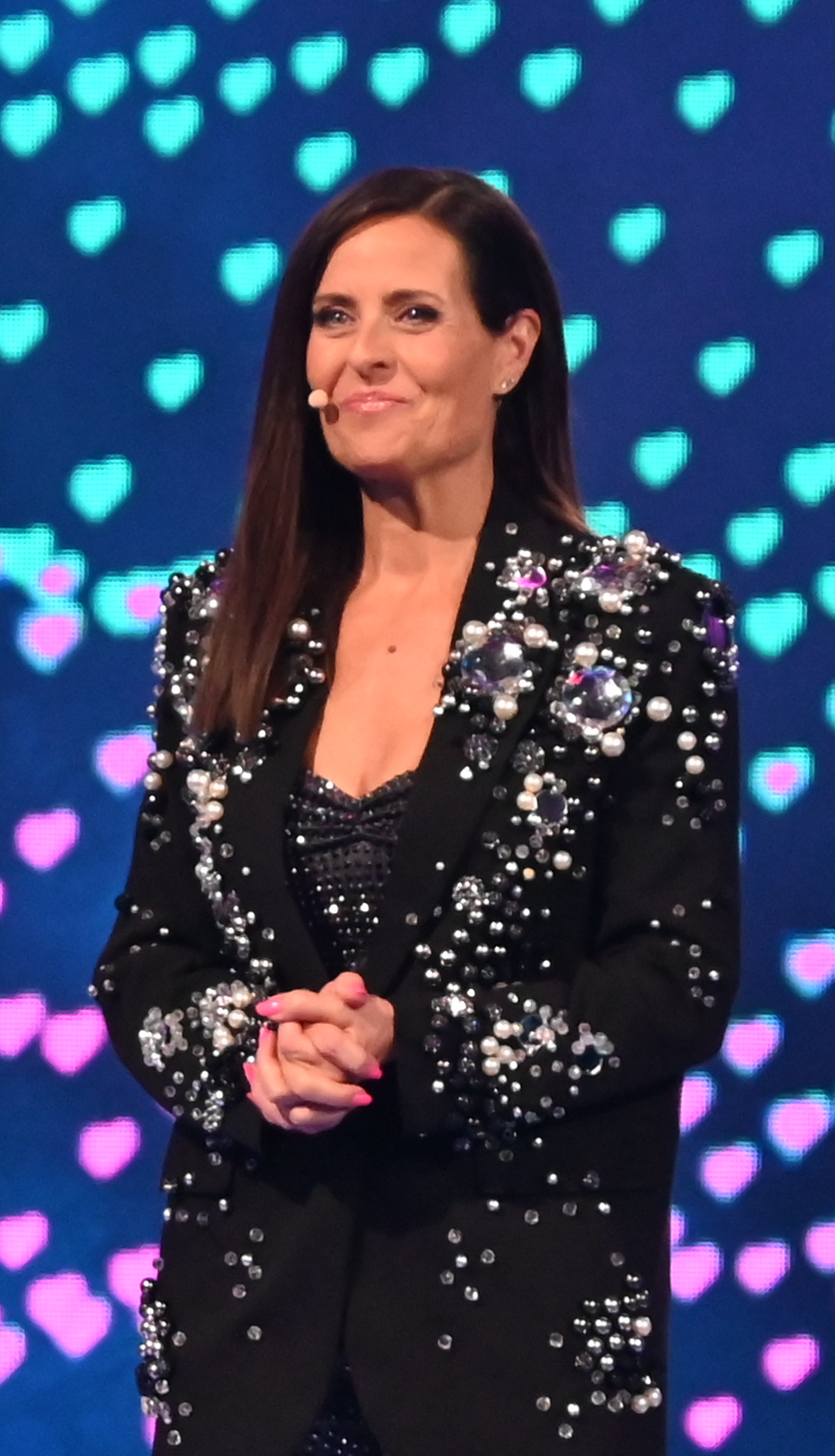
Sandra Studer (* 1969)

- Studer, Sascha (* 1991), Schweizer Fussballtorhüter
- Studer, Sigmund Gottlieb († 1808), Schweizer Jurist und Künstler
- Studer, Stefan (* 1964), deutscher Fußballspieler und -funktionär
- Studer, Theophil (1845–1922), Schweizer Mediziner, Zoologe, Anatom, Paläontologe, Forschungsreisender und Kynologe
- Studer, Therese (1862–1931), Begründerin katholischer Arbeiterinnenvereine, erste Verbandsekretärin beim Süddeutschen Verband katholischer Arbeiterinnenvereine
- Studer, Tobias (* 1998), Schweizer Unihockeyspieler
- Studer, Ueli (* 1953), Schweizer Politiker (SVP)
- Studer, Urs W. (* 1949), Schweizer Politiker (FDP, später parteilos)
- Studer, Walter (1918–1986), Schweizer Fotograf
- Studer, Willi (1912–1996), schweizerischer Unternehmer der Unterhaltungselektronikbranche
- Studer, William A. (1939–2019), US-amerikanischer Offizier, Generalmajor der US Air Force
- Studer, Yves (* 1982), Schweizer Boxer
- Studer-Jermann, Walter (1928–2025), Schweizer Elektroingenieur, Lokalhistoriker, Dorfchronist, Fotograf, Erfinder, Journalist und Schriftsteller
- Studer-Koch, Rosa (1907–1991), Schweizer Bildhauerin und Bildende Künstlerin
- Studer-Steinhäuslein, Julie (1853–1924), Schweizer Frauenrechtlerin
- Studer-Thiersch, Adelheid (1939–2020), Schweizer Ornithologin und Ethologin
- Studerus, Gregory (* 1948), US-amerikanischer römisch-katholischer Geistlicher und Weihbischof in Newark

### Studh
- Studhalter, Kurt (* 1940), Schweizer Theologe, Philosoph, Radiojournalist und Autor

### Studi
- Studi, Wes (* 1947), US-amerikanischer SchauspielerWes Studi (* 1947)

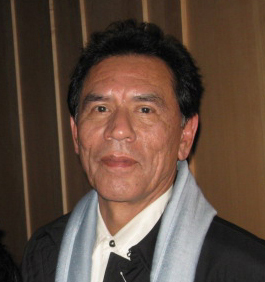
Wes Studi (* 1947)

- Studilina, Janina Sergejewna (* 1985), russische Theater- und Filmschauspielerin, Fernsehmoderatorin und Model
- Studinka, Làszlò (1918–1981), ungarischer Jagdschriftsteller und Jurist sowie Diplomlandwirt
- Studion, Simon (* 1543), deutscher Dichter, Historiker, Archäologe und Apokalyptiker
- Studius, spätantiker Politiker und Konsul (454)

### Studl
- Stüdl, Johann (1839–1925), Prager Kaufmann und Förderer des AlpinismusJohann Stüdl (1839–1925)

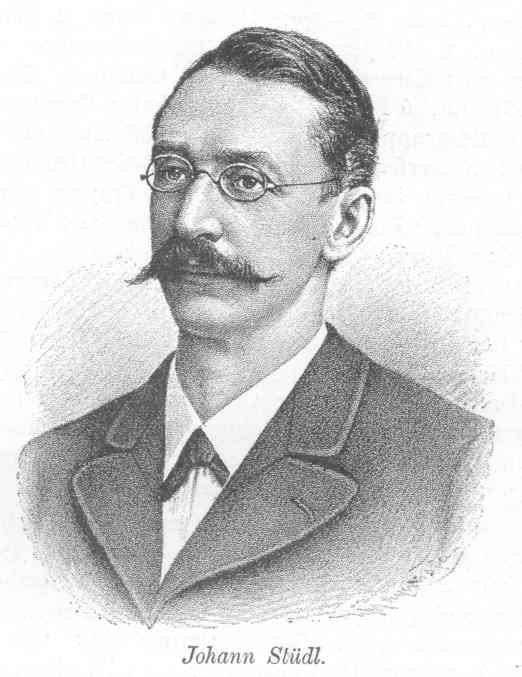
Johann Stüdl (1839–1925)

- Studlar, Bernhard (* 1972), österreichischer Schriftsteller
- Studler, Albert (1840–1914), Schweizer Landwirt und Politiker
- Studley, Elmer E. (1869–1942), US-amerikanischer Politiker
- Studley, Henry O. (1838–1925), Orgel- und Klavierbauer, Zimmermann, Steinmetz und Freimaurer

### Studm
- Studman, Brett (* 1985), australischer Fußballspieler

### Studn
- Studnewa, Marina Gurjewna (* 1959), sowjetische Ruderin
- Studney, Dan (* 1941), US-amerikanischer Speerwerfer
- Studnicka, Johann (1883–1967), österreichischer Fußballspieler
- Studnicki, Władysław (1867–1953), polnischer Politiker
- Studniczka, Franz (1860–1929), österreichischer Klassischer Archäologe
- Studniczka, Hanns (1891–1975), deutscher Schriftsteller, Übersetzer und Jurist
- Studnitz und Jeroltschütz, Johann Wenzel von († 1756), preußischer Landrat
- Studnitz, Andreas von (* 1954), deutscher Theaterintendant, Theaterregisseur und Schauspieler
- Studnitz, Arthur von (1851–1927), sächsischer Regierungsassessor, Schriftsteller und Zeitschriftengründer
- Studnitz, Benno von (1830–1916), preußischer Generalmajor und Kommandeur der 13. Kavallerie-Brigade
- Studnitz, Cecilia von (* 1940), deutsche Schriftstellerin, Kommunikationswissenschaftlerin und Journalistin
- Studnitz, Clara von (1844–1927), deutsche Erzieherin, Zeitschriften-Herausgeberin und Reiseschriftstellerin
- Studnitz, Ernst von (1898–1943), deutscher Konteradmiral der Kriegsmarine
- Studnitz, Ernst-Jörg von (* 1937), deutscher Jurist und DiplomatErnst-Jörg von Studnitz (* 1937)

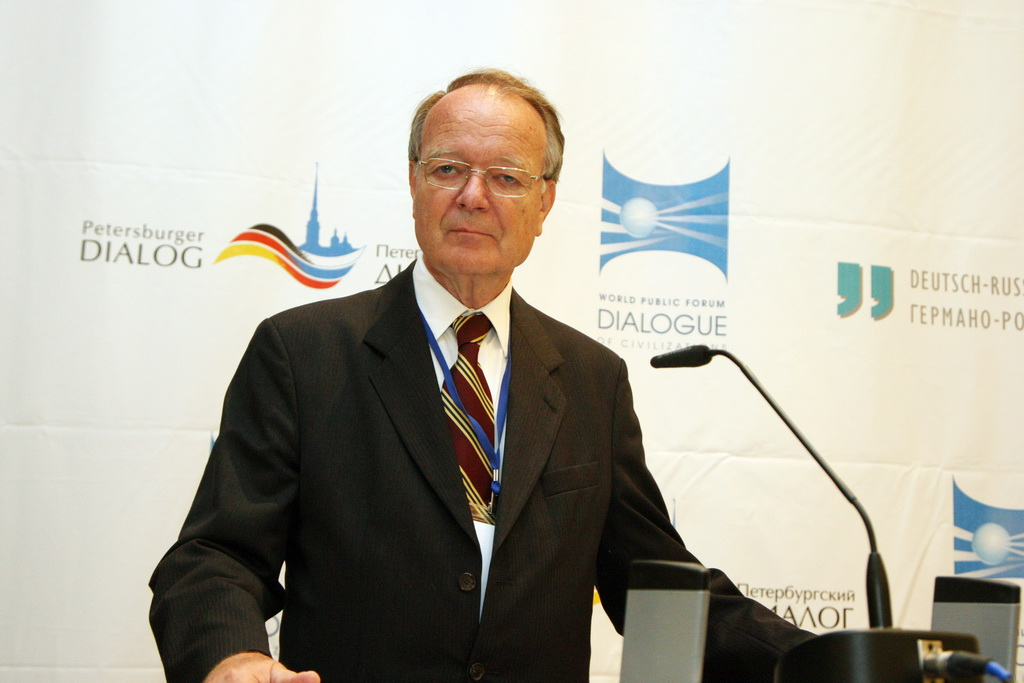
Ernst-Jörg von Studnitz (* 1937)

- Studnitz, Friedrich von (1796–1866), preußischer Generalmajor, Kommandant und Ehrenbürger von Torgau
- Studnitz, Gotthilft von (1908–1994), deutscher Physiologe und Zoologe
- Studnitz, Hans Adam von (1711–1788), deutscher Theaterintendant und Oberhofmarschall des Herzogs von Gotha
- Studnitz, Hans Georg von (1907–1993), deutscher Journalist und Publizist
- Studnitz, Oswald von (1871–1963), deutscher Kapitän zur See der Kaiserlichen Marine
- Studnitz, Wilhelm von (1789–1840), deutscher Offizier und Schriftsteller
- Studnitzka, Hanna (1927–2006), deutsche Bildhauerin
- Studnitzky, Norbert (* 1936), tschechisch-deutscher Komponist, Arrangeur und Dirigent
- Studnitzky, Sebastian (* 1972), deutscher Jazztrompeter und -pianistSebastian Studnitzky (* 1972)

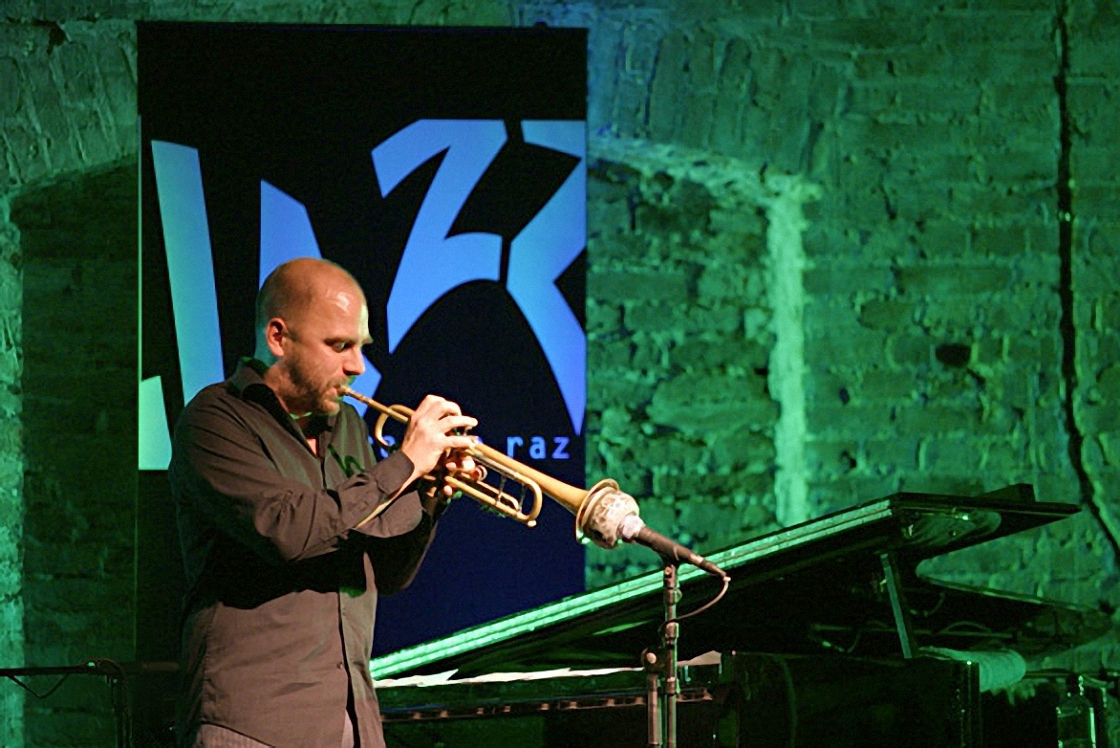
Sebastian Studnitzky (* 1972)

### Studs
- Studsgaard, Svend (1947–2022), dänischer Ringer

### Studt
- Studt, Birgit (* 1960), deutsche Historikerin
- Studt, Christoph (* 1958), deutscher Historiker
- Studt, Conrad von (1838–1921), deutscher Verwaltungsjurist und Ministerialbeamter, Kultusminister in Preußen
- Studt, Harry (1899–1976), deutscher Schauspieler, Theaterintendant sowie Synchron- und Hörspielsprecher
- Studt, Katja (* 1973), deutsche Schauspielerin
- Studt, Stefan (* 1961), deutscher Politiker (SPD), Minister in Schleswig-Holstein
- Studtrucker, Marwin (* 1990), deutscher Fußballspieler
- Studtrucker, Stefan (* 1966), deutscher Fußballspieler
- Studtrucker, Volkmar (* 1960), deutscher Komponist

### Study
- Study, Eduard (1862–1930), deutscher Mathematiker

### Studz
- Studzinski, Alexander (* 1983), deutscher Freiwasserschwimmer
- Studziński, Zdzisław (1922–1976), polnischer Vizeadmiral und Politiker, Mitglied des Sejm
- Studzizba, Jaroslav (1955–2025), polnischer Fußballspieler